# Раджанг
Раджанг (Реджанг, в горното течение Балуи, на малайски: Sungai Rajang, Batang Rajang) е река в Малайзия (щата Саравак) в северозападната част на остров Калимантан, вливаща се в Южнокитайско море. Дължина – 563 km, площ на водосборния басейн – 50 707 km². Река Раджанг води началото си на 891 m н.в. под името Балуи от западните склоновете на хребета Иран. В горното течение тече на северозапад в тясна, дълбока и силно залесена долина. След устието на десния си приток Мурум завива на югозапад, като долината ѝ се разширява и тече през хълмиста равнина. След устието на левия си приток Балех завива на запад, долината ѝ значително се разширява, а коритото ѝ надхвърля 100 m. Много участъци в горното и средното ѝ течение са съпроводени от бързеи и прагове. След селището Кановит излиза от хълмистите райони и навлиза в плоската и равна приморски низина. При град Сибу се разделя на ръкави и образува голяма (над 3000 km²) делта, чрез която се влива в Южнокитайско море. Основни притоци: леви – Балех, Катибас; десни – Бахау, Линау, Мурум. Подхранването ѝ е основно дъждовно и е пълноводна целогодишно. Средният ѝ годишен отток при град Сибу е 3600 m³/s. Плавателна е за морски кораби на 130 km от устието, до град Сибу.